# Protorthodes daviesi
Protorthodes daviesi là một loài bướm đêm trong họ Noctuidae.